# Élections générales prince-édouardiennes de 2015
L'élection générale prince-édouardienne de 2015 a lieu le 4 mai 2015 pour élire les 27 députés de la 65e Assemblée législative de la province de l'Île-du-Prince-Édouard (Canada). 
Les libéraux sont réélus pour un troisième mandat majoritaire consécutif sous le nouveau chef Wade MacLauchlan, tandis que les progressistes-conservateurs font de légers gains malgré le fait que leur chef Rob Lantz ne réussit pas à se faire élire dans Charlottetown-Brighton. Le Parti vert et le NPD réalisent de forts gains en voix, le chef vert Peter Bevan-Baker remportant un premier siège pour son parti dans Kellys Cross-Cumberland.

## Mode de scrutin
L'élection des 27 députés de l'Assemblée législative de l'Île-du-Prince-Édouard a lieu à scrutin uninominal à un tour. En raison de la faible population de l'île, chaque circonscription représente environ 5 000 personnes.
En vertu de modifications adoptées par l'Assemblée en 2008, les élections ont normalement lieu le premier lundi d'octobre quatre ans après la précédente élection, sauf si l'Assemblée est dissoute plus tôt par le lieutenant-gouverneur en raison d'une motion de censure. Le gouvernement libéral de Wade MacLauchlan a laissé entendre que l'élection aurait lieu « avant la fête des mères » afin d'éviter des conflits avec l'élection fédérale qui doit se tenir en octobre.

## Contexte
Le Parti libéral gouverne la plus petite province canadienne depuis leur victoire en 2007 contre les progressistes-conservateurs, sous la conduite de Robert Ghiz. Ils sont réélus en 2011.
Le 13 novembre 2014, Ghiz annonce sa démission. Les libéraux élisent alors Wade MacLauchlan pour le remplacer. Celui-ci devient premier ministre de l'Île-du-Prince-Édouard le 23 février 2015. Il n'est toutefois pas député de l'Assemblée législative.
Le 6 avril 2015, MacLauchlan est désigné candidat libéral dans la circonscription de York-Oyster Bed et, le même jour, il convoque une élection pour le 4 mai. 

## Sondages

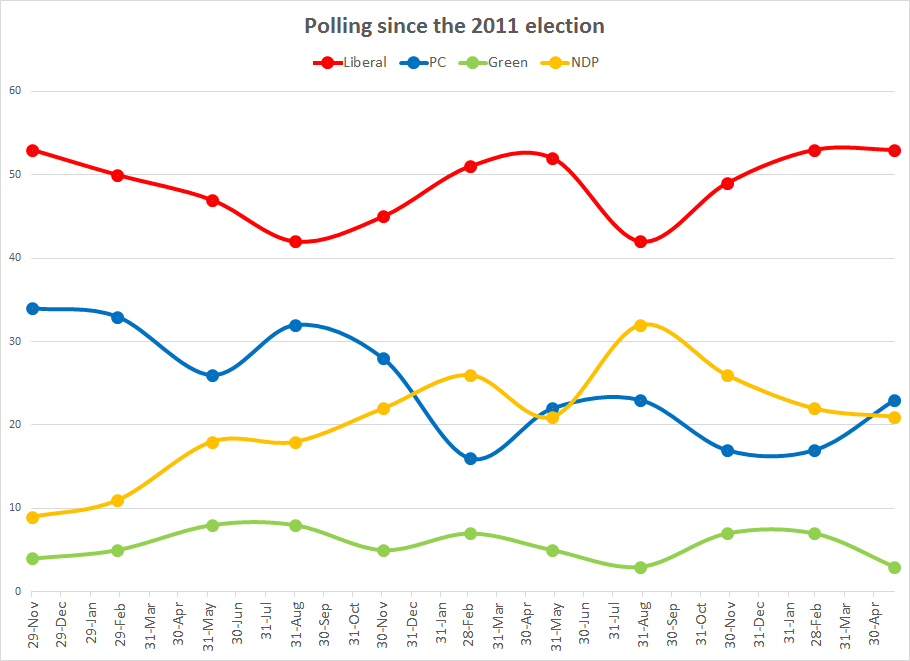

## Résultats
| Parti libéral | Parti progressiste-conservateur | Parti vert |
| 18 sièges     | 8 sièges                        | 1 siège    |
| ^             |                                 |            |
| majorité      |                                 |            |

| Parti | Parti                     | Chef                 | # de candidats | Sièges | Sièges      | Sièges | Sièges  | Voix   | Voix    | Voix   |
| Parti | Parti                     | Chef                 | # de candidats | 2011   | Dissolution | Élus   | % Diff. | #      | %       | Diff.  |
| ----- | ------------------------- | -------------------- | -------------- | ------ | ----------- | ------ | ------- | ------ | ------- | ------ |
|       | Libéral                   | Wade MacLauchlan     | 27             | 22     | 20          | 18     | -4      | 33 481 | 40,83 % | -10,55 |
|       | Progressiste-conservateur | Rob Lantz            | 27             | 5      | 3           | 8      | +3      | 30 663 | 37,39 % | -2,77  |
|       | Vert                      | Peter Bevan-Baker    | 24             | 0      | 0           | 1      | +1      | 8 857  | 10,81 % | +6,45  |
|       | Néo-démocrate             | Michael Redmond (en) | 27             | 0      | 0           | 0      | -       | 8 997  | 10,97 % | +7,81  |
|       | Indépendant               | -                    | 0              | 0      | 1           | -      | -       | -      | -       | -      |
|       | Vacant                    | -                    | -              | -      | 3           | -      | -       | -      | -       | -      |
| Total | Total                     | Total                | 105            | 27     | 27          | 27     | =       | 81 998 | 100 %   | -      |

## Changement parmi les députés

### Députés sortants ne présentant pas à la réélection
Les députés suivants ont annoncé ne pas vouloir présenter leur candidature. Ceux-ci siégeaient à l'Assemblée législative au moment du déclenchement des élections.
- Parti libéral de l'Île-du-Prince-Édouard: 
  - Carolyn Bertram, Rustico-Emerald
  - Gerard Greenan, Summerside-St. Eleanors
  - Ron MacKinley, Cornwall-Meadowbank
  - George Webster, Borden-Kinkora

- Indépendant:
  - Olive Crane, Morell-Mermaid

### Députés défaits
Voici la liste des députés qui se représentaient lors de l'élection, mais qui n'ont pas été réélus.
- Parti libéral:
  - Charlie McGeoghegan, Belfast-Murray River
  - Valerie Docherty, Kellys Cross-Cumberland

### Nouveaux députés
Voici la liste des nouveaux députés qui font leur entrée à l'Assemblée législative à la suite de l'élection.
- Parti libéral:
  - Heath MacDonald, Cornwall-Meadowbank
  - Wade MacLauchlan, York-Oyster Bed
  - Jordan Brown, Charlottetown-Brighton
  - Tina Mundy, Summerside-St. Eleanors

- Parti progressiste-conservateur:
  - Darlene Compton, Belfast-Murray River
  - Sidney MacEwen, Morell-Mermaid
  - Jamie Fox, Borden-Kinkora
  - Matt MacKay, Kensington-Malpeque
  - Brad Trivers, Rustico-Emerald

- Parti Vert:
  - Peter Bevan-Baker,  Kellys Cross-Cumberland

## Source
- (en) Cet article est partiellement ou en totalité issu de l’article de Wikipédia en anglais intitulé « Prince Edward Island general election, 2015 » (voir la liste des auteurs).